# Liste von Persönlichkeiten der Stadt Toljatti
Die Liste von Persönlichkeiten der Stadt Toljatti enthält die in der russischen Stadt Toljatti (1737 bis 1964: Stawropol) geborene und verstorbene Persönlichkeiten sowie solche, die in Toljatti gewirkt haben, dabei jedoch andernorts geboren wurden. Die Liste erhebt keinen Anspruch auf Vollständigkeit.

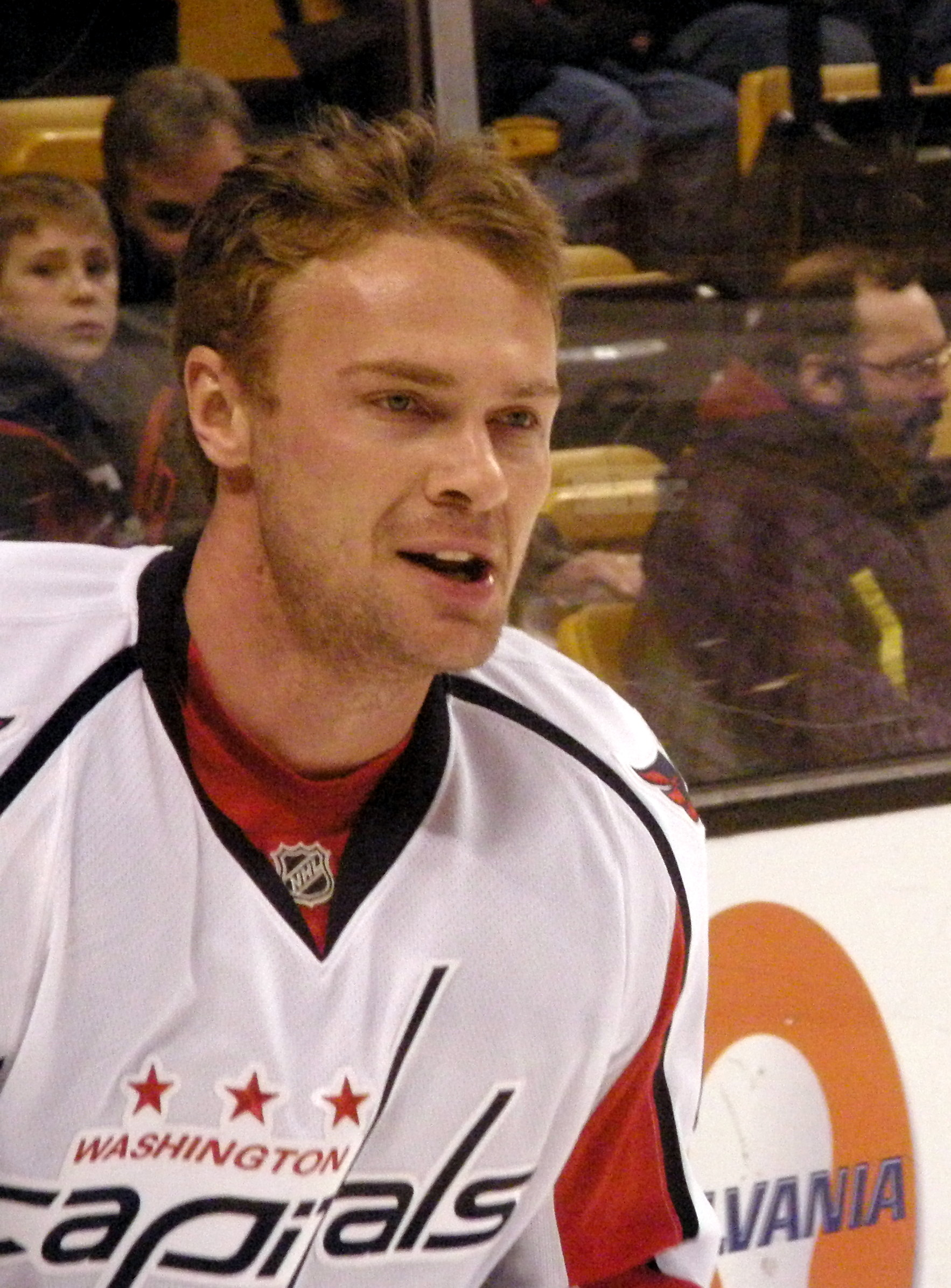
Wiktor Koslow
(* 1975)

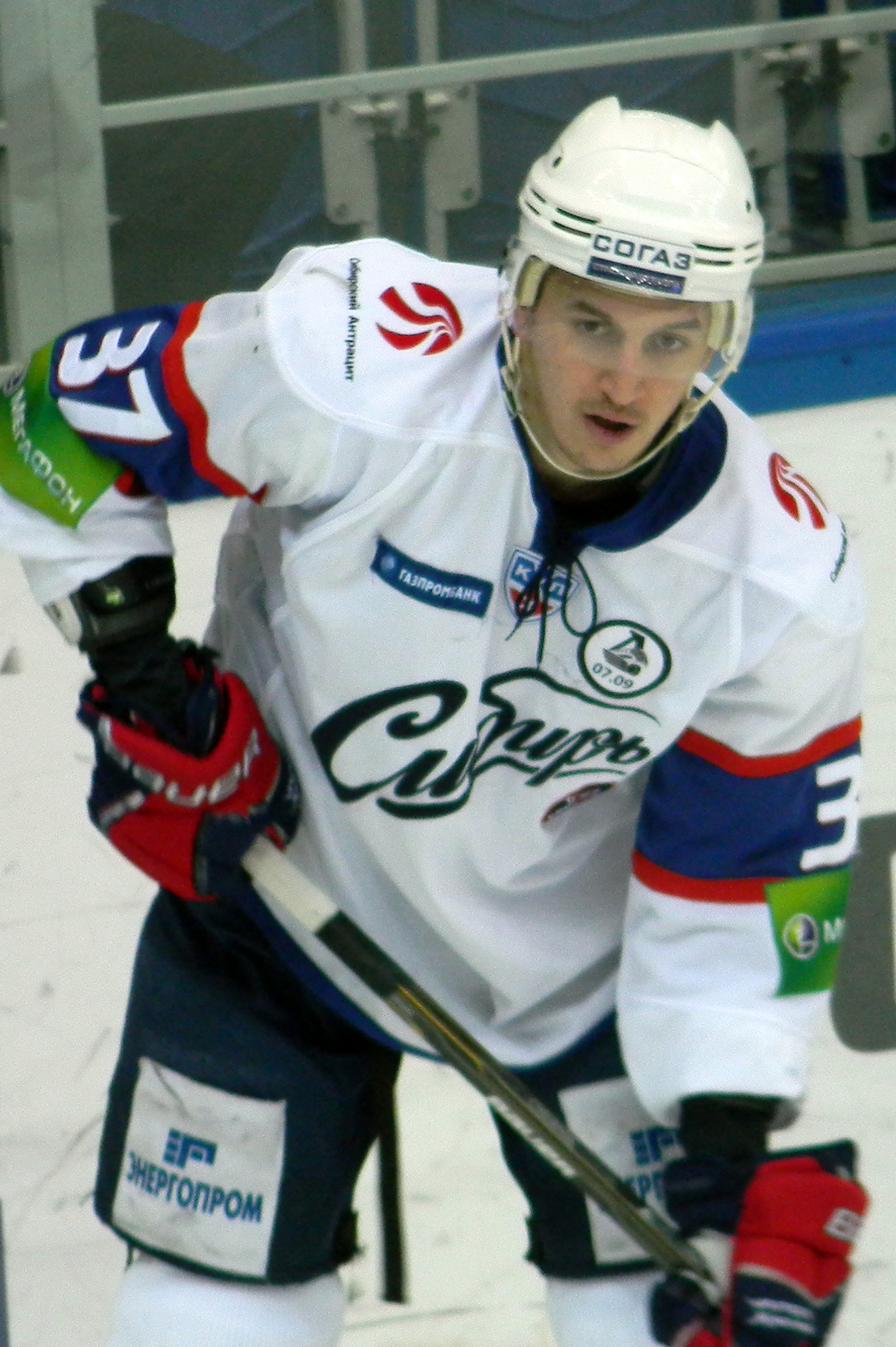
Alexander Tschernikow
(* 1984)

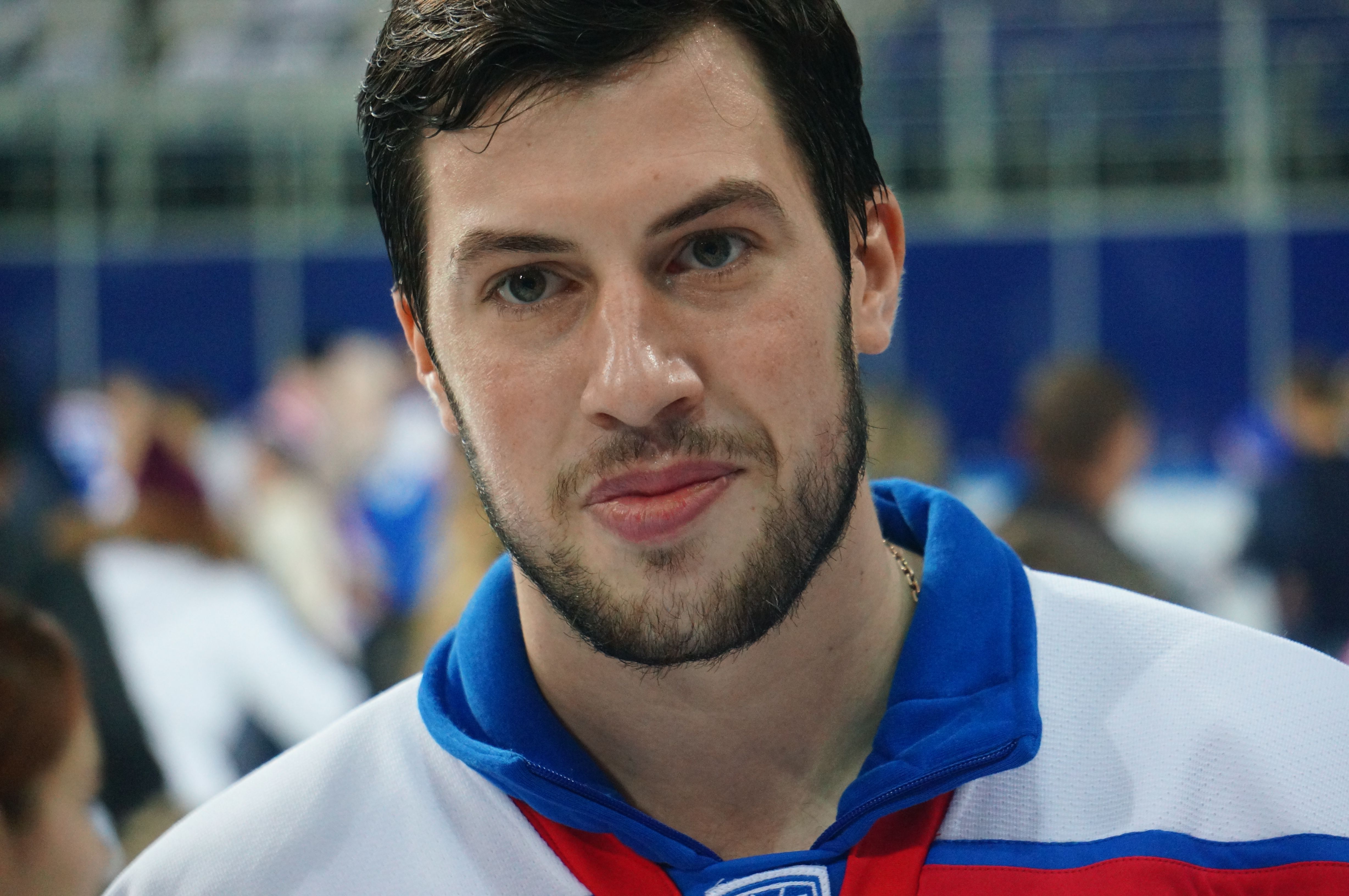
Anton Kryssanow
(* 1987)

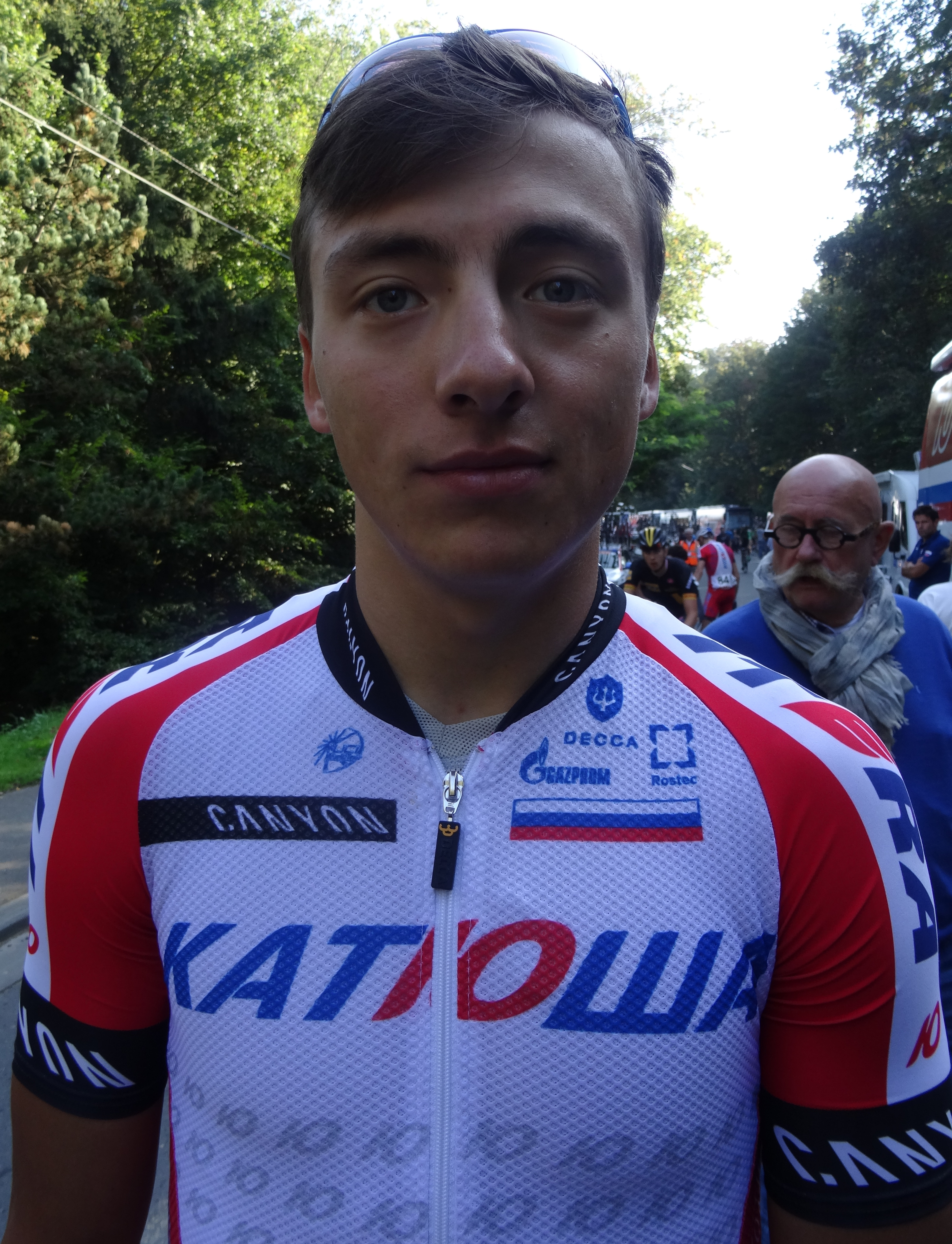
Wjatscheslaw Kusnezow
(* 1989)

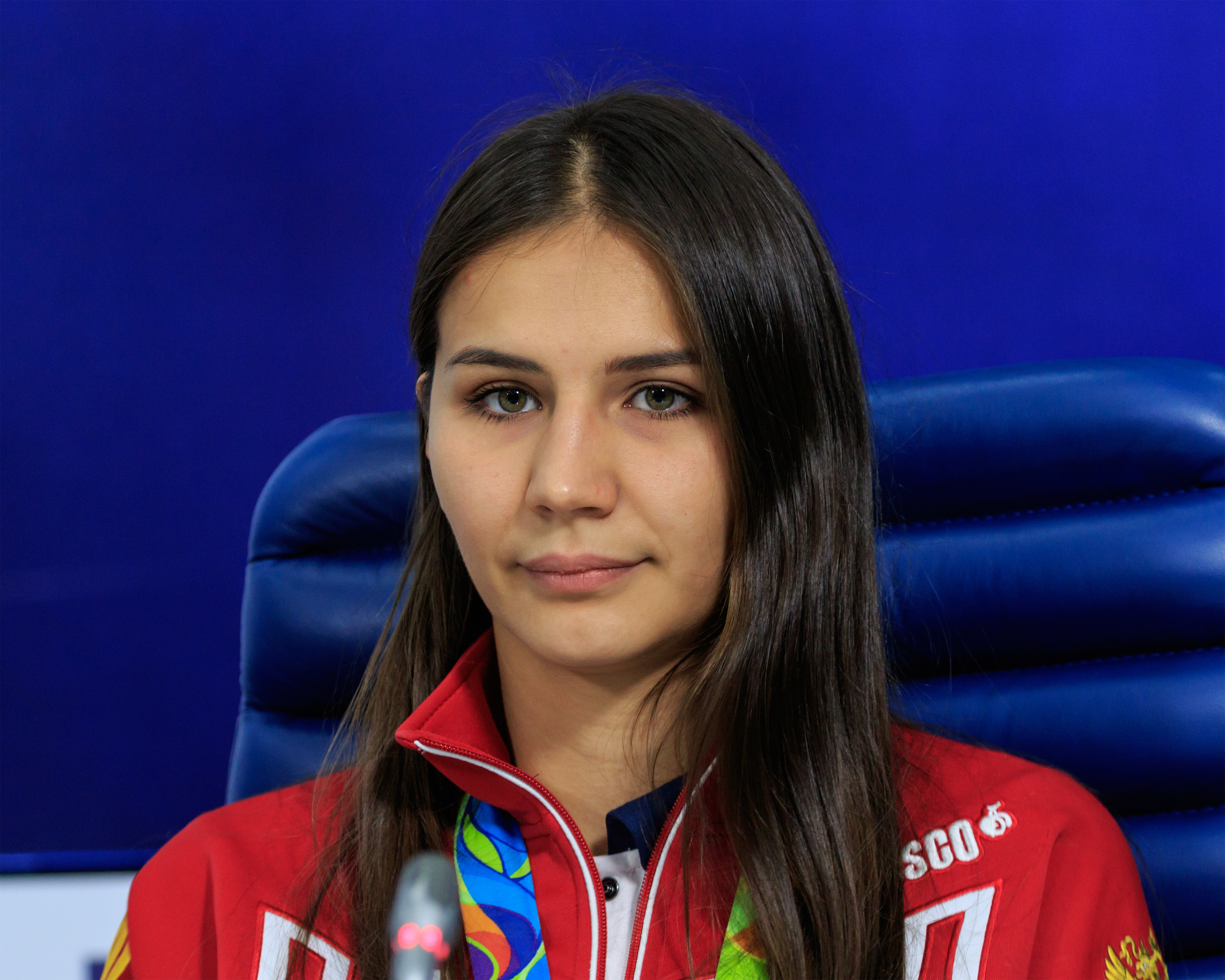
Jekaterina Iljina
(* 1991)

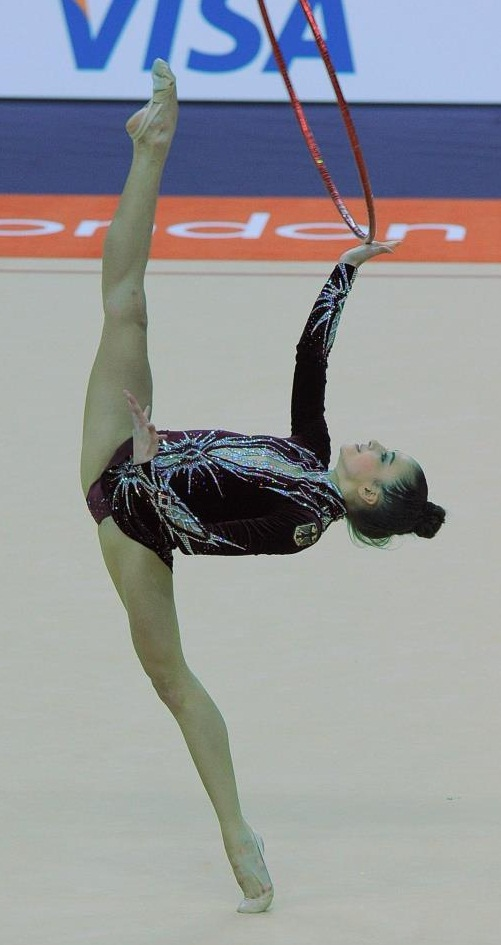
Jana Berezko-Marggrander
(* 1995)

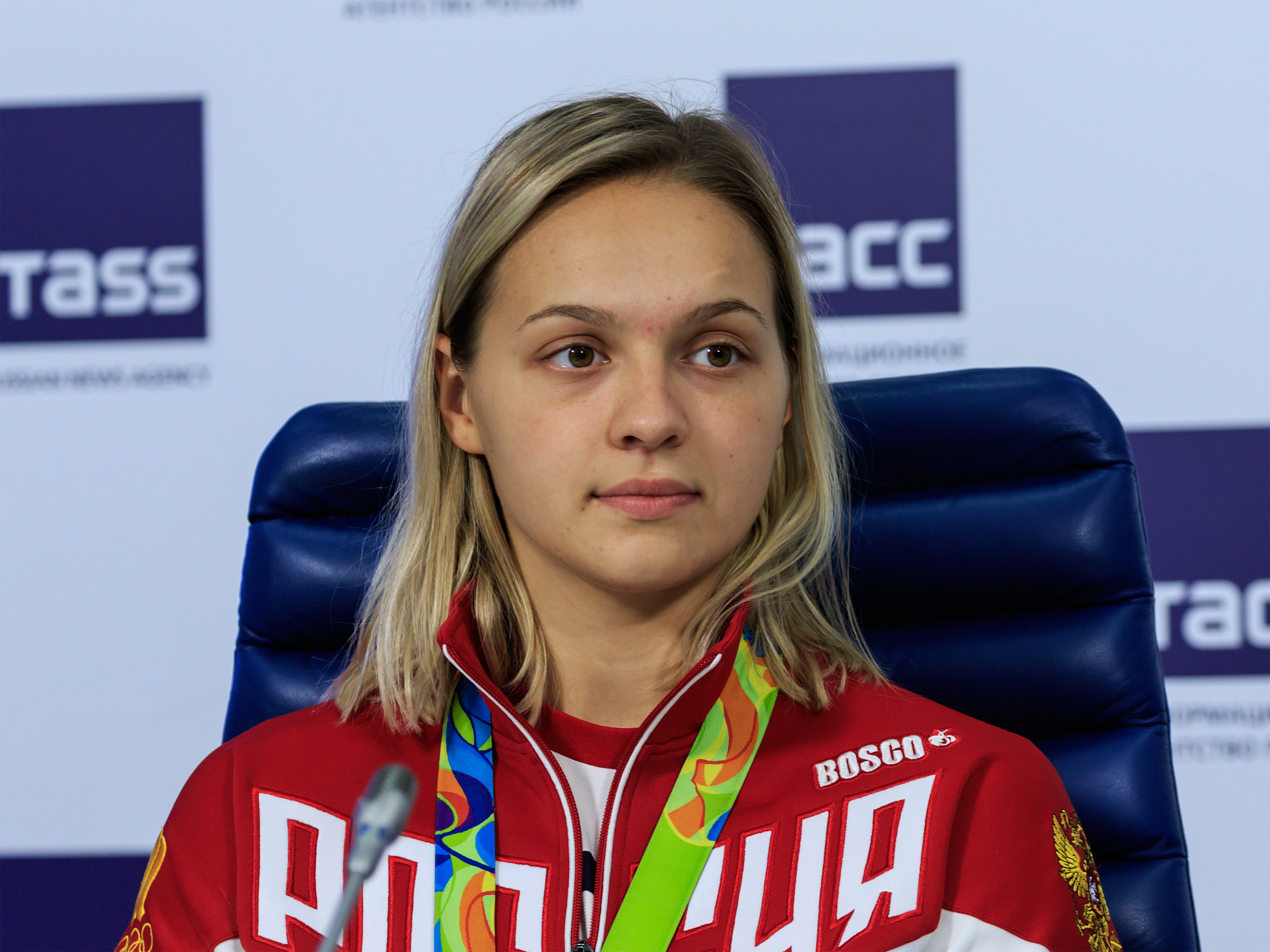
Darja Dmitrijewa
(* 1995)

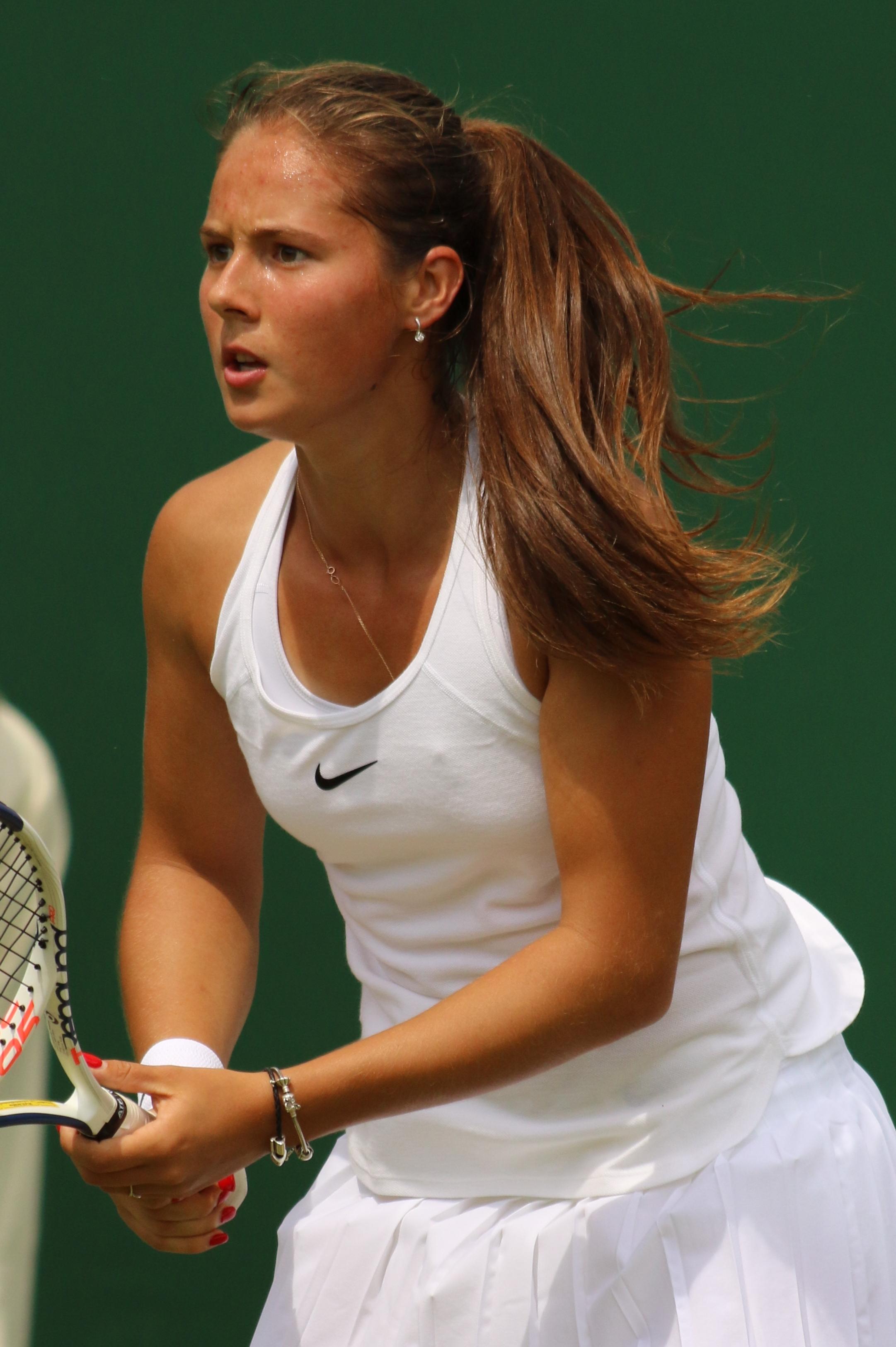
Darja Kassatkina
(* 1997)

## Söhne und Töchter der Stadt Toljatti
Folgende Persönlichkeiten sind in Toljatti geboren. Die Auflistung erfolgt chronologisch nach Geburtsjahr.

### 19. Jahrhundert

#### 1801–1900
- Konstantin Gorbatov (1876–1945), Maler

### 20. Jahrhundert

#### 1901–1980
- Arseni Alawkin (* 1969), Schachmeister
- Wjatscheslaw Buzajew (* 1970), Eishockeyspieler
- Alexei Kowaljow (* 1973), Eishockeyspieler
- Andrei Rasin (* 1973), Eishockeyspieler
- Wiktor Koslow (* 1975), Eishockeyspieler
- Alexander Rjabow (* 1975), Leichtathlet
- Alla Jepifanowa (* 1976), Radsportlerin[1]
- Alexei Smirnow (* 1977), Tischtennisspieler
- Juri Buzajew (* 1978), Eishockeyspieler
- Ilja Brysgalow (* 1980), Eishockeytorhüter
- Wladimir Malenkich (* 1980), Eishockeyspieler

#### 1981–1985
- Filipp Metljuk (* 1981), Eishockeyspieler
- Alexei Schindin (* 1981), Handballspieler
- Anastassija Tschernowa (* 1981), Seglerin[2]
- Jekaterina Rusanowa (* 1982), Basketballspielerin[3][4]
- Igor Grigorenko (* 1983), Eishockeyspieler
- Maxim Kondratjew (* 1983), Eishockeyspieler
- Wassili Koschetschkin (* 1983), Eishockeytorhüter
- Juri Petrow (* 1984), Eishockeyspieler
- Alexander Tschernikow (* 1984), Eishockeyspieler
- Ruslan Chassanschin (* 1985), Eishockeyspieler
- Denis Jeschow (* 1985), Eishockeyspieler
- Alexei Poljakow (* 1985), Handballspieler
- Dmitri Worobjow (* 1985), Eishockeyspieler

#### 1986–1990
- Sergei Demagin (* 1986), russisch-belarussischer Eishockeyspieler
- Alexei Jemelin (* 1986), Eishockeyspieler
- Alexander Bumagin (* 1987), Eishockeyspieler
- Anton Kryssanow (* 1987), Eishockeyspieler
- Jewgeni Bodrow (* 1988), Eishockeyspieler
- Waleri Kaikow (* 1988), Bahn- und Straßenradrennfahrer
- Marat Kalimulin (1988–2011), Eishockeyspieler
- Jekaterina Gaiduk (* 1989), Handballspielerin
- Polina Gorschkowa (* 1989), Handballspielerin
- Wjatscheslaw Kusnezow (* 1989), Straßenradrennfahrer
- Olga Gorschenina (* 1990), Handballspielerin
- Anton Klementjew (* 1990), Eishockeyspieler
- Stepan Kriwow (* 1990), Eishockeyspieler
- Stanislaw Krizjuk (* 1990), Fußballspieler
- Irina Nikitina (* 1990), Handballspielerin

#### 1991–2000
- Jekaterina Iljina (* 1991), Handballspielerin
- Semjon Waluiski (* 1991), Eishockeyspieler
- Denis Baranzew (* 1992), Eishockeyspieler
- Alexander Derewen (* 1992), Handballspieler
- Timofei Margassow (* 1992), Fußballspieler
- Weronika Nikitina (* 1992), Handballspielerin
- Darja Wassiljewa (* 1992), Handballspielerin
- Aljona Blochina (* 1993), Handballspielerin
- Natalja Tschigirinowa (* 1993), Handballspielerin
- Kristina Koschokar (* 1994), Handballspielerin
- Iwan Taranow (* 1994), Automobilrennfahrer
- Kira Trussowa (* 1994), Handballspielerin
- Jana Berezko-Marggrander (* 1995), deutsche rhythmische Sportgymnastin
- Darja Dmitrijewa (* 1995), Handballspielerin
- Jelisaweta Malaschenko (* 1996), Handballspielerin
- Denis Gurjanow (* 1997), Eishockeyspieler
- Darja Kassatkina (* 1997), Tennisspielerin
- Artjom Maximenko (* 1998), Fußballspieler
- Ilja Swinow (* 2000), Fußballspieler
- Iwan Kusmitschow (* 2000), Fußballspieler

### 21. Jahrhundert

#### 2001–2010
- Kristina Komissarowa (* 2001), Fußballspielerin
- Jelena Michailitschenko (* 2001), Handballspielerin
- Anastassija Gubanowa (* 2002), russisch-georgische Eiskunstläuferin
- Sergei Lysov (* 2004), israelischer Rollstuhltennisspieler

## Personen mit Beziehung zu Toljatti

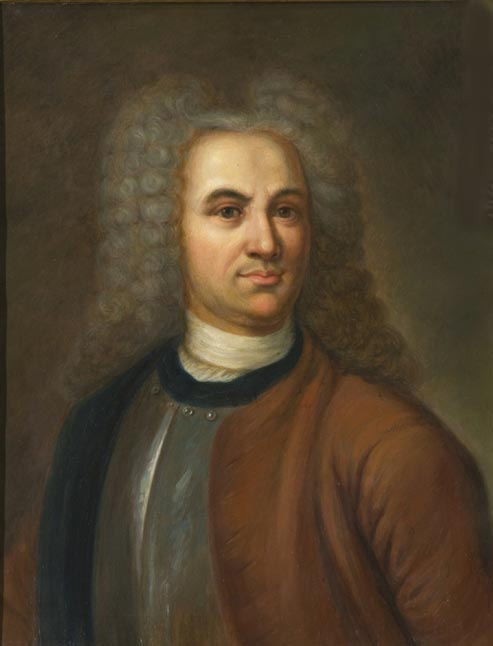
Wassili Tatischtschew
(1686–1750)

- Wassili Tatischtschew (1686–1750), Staatsmann, Historiker, Geograph und Ethnograph; Stadtgründer von Stawropol-Wolschskij (heute Toljatti)
- Dmitri Golossow (1903–1960), General und Held der Sowjetunion
- Waleri Nikolajewski (* 1939), Schriftsteller und Poet
- Wladimir Dovgan (* 1964), Unternehmer
- Denis Bodrow (* 1986), Eishockeyspieler; spielte für HK Lada Toljatti

## Ehrenbürger von Toljatti (Auswahl)
- 2013: Wladimir Kadannikow (* 1941), Vorstandsmitglied von AwtoWAS (1988–2005)[5]
- 2008: Waleri Iwanow (1969–2002), Journalist[6][7]
- 2004: Wladimir Spiwakow (* 1944), Geiger und Dirigent[8]
- 2000: Alexej Nemow (* 1976), Kunstturner und Olympiasieger[9]
- 1994: Gennadi Zygurow (1942–2016), Eishockeyspieler und -trainer[10]
- 1914: Alexander Schilinski (* 1871; † nach 1917), Staatsrat[11]
- 1910: Wladimir Jakunin (* 1855; † nach 1917), Gouverneur von Samara von 1906 bis 1910[12]
- 1848: Jakow Ledomski, Offizier und Kaufmann[13]

## In Toljatti verstorbene Persönlichkeiten
- Waleri Iwanow (1969–2002), Journalist und Politiker
- Sergei Schilkin (1960–2008), Politiker, Bürgermeister der Stadt Toljatti
- Igor Nikitin (1966–2013), Eishockeyspieler und -trainer
- Iwan Bukawschin (1995–2016), Schachspieler
- Gennadi Zygurow (1942–2016), Eishockeyspieler und -trainer